# Miščiće
Miščiće (cyr. Мишчиће) – wieś w Serbii, w okręgu raskim, w mieście Novi Pazar. W 2011 roku liczyła 202 mieszkańców.